# Gai Paccià
Gai Paccià (en llatí Caius Paccianus) va ser un militar romà que tenia una gran semblança amb Marc Licini Cras Dives.
A la batalla de Carrhae, quan Cras fou derrotat completament pels parts, va ser fet presoner. Segons Plutarc, degut a la semblança esmentada, els parts el van vestir amb robes de dona i el va fan desfilar per mofar-se en la seva persona del general romà.